# Dendrobium rhodostele
Dendrobium rhodostele är en orkidéart som beskrevs av Henry Nicholas Ridley. Dendrobium rhodostele ingår i släktet Dendrobium, och familjen orkidéer. Inga underarter finns listade i Catalogue of Life.